# 이기진
이기진(Kiejin Lee)은 가수 씨엘의 아버지이자 서강대학교 물리학과 교수이다.

## 업적
아르메니아 국적의 지라이르 바가다사랸(Zhirayr Baghdasaryan) 연구원과 함께 비채혈 혈당 측정을 개발했다.